# بهرباغ
بهر باغ روستایی از توابع بخش مرکزی شهرستان جم استان بوشهر در جنوب ایران.
این روستا در دهستان جم قرار دارد و بر اساس سرشماری سال ۱۳۹۰ جمعیت آن ۱۶۱۱ نفر ( ۴۳۹ خانوار ) است.